# Machine Fucking Head Live
Machine Fucking Head Live – drugi album koncertowy amerykańskiego zespołu metalowego Machine Head.

## Lista utworów
1. "I Am Hell (Sonata in C#)" - 9:21
2. "Be Still and Know" -	5:55
3. "Imperium" - 6:41
4. "Beautiful Mourning" - 5:13
5. "The Blood, the Sweat, the Tears" - 5:29
6. "Locust" - 7:39
7. "This Is the End" - 6:43
8. "Aesthetics of Hate" - 6:09
9. "Old" - 4:53
10. "Darkness Within" - 8:12
11. "Bulldozer" -	5:46
12. "Ten Ton Hammer" - 4:55
13. "Who We Are" - 7:29
14. "Halo" - 9:27
15. "Davidian" - 6:44

## Twórcy
- Robb Flynn – wokal, gitara
- Dave McClain – perkusja
- Adam Duce – gitara basowa, wokal wspierający
- Phil Demmel – gitara, wokal wspierający